# Otta (flod)
Otta er en flod som løber  fra Langvatnet i Breidalen i Skjåk ned til byen Otta, hvor den løber ud i Gudbrandsdalslågen i Innlandet fylke i Norge. Hele vejen løber floden langs riksvei 15. Hvor floden Framruste løber ud i Otta, ligger Framruste kraftværk.
 Floden kaldes også Ottaelva, for at  skille navnet  fra byen, men dette er ikke et officielt stednavn.
Otta har bifloderne Tundre, Åstre, Framrusti, Skjøli, og Aura i Skjåk, videre Bøvra, Tessa og Finna.
Otta har et afvandingsareal på 3.948 km².